# Dennis Miller
Dennis Michael Miller, född 3 november 1953 i Pittsburgh, Pennsylvania, är en amerikansk ståuppkomiker, politisk och social kommentator och TV-personlighet.
Millers åsikter har tidigare uppfattats som vänstervinklade. Hans monologer och ståupp-framträdanden handlar ofta om historiska och politiska händelser.
På senare år har Miller dock blivit alltmer konservativ. Den tidigare Saturday Night Live-kollegan Al Franken menar dock inte alls att han har förändrats så mycket, Franken menar att Miller alltid har varit konservativ när det gäller vissa frågor. Miller tog steget över från det Demokratiska partiet till det Republikanska partiet, delvis på grund av terrorattackerna den 11 september 2001.

## De tidiga åren
Miller växte upp i Pittsburgh och gick ut high school 1971. 
Han studerade till journalist och tog examen från Point Park University i Pittsburgh.

## TV-karriären
Under det tidiga 1980-talet var han värd för The Trolley Show, ett nyhetsmagasin för tonåringar som visades under lördagseftermiddagarna på KDKA-TV i Pittsburgh. Han skrev även essäer för TV-programmet PM Magazine som sändes i syndikering.
Efter det började Miller uppträda som ståuppkomiker på komediklubbar i New York och på The Comedy Store i Los Angeles. Han uppträdde även i Star Search där han förlorade mot komiker-kollegan Sinbad.

## Saturday Night Live
Åren 1985-1991 hade han rollen som nyhetsuppläsare i Saturday Night Live i programdelen Weekend Update. Han avslutade alltid med frasen: "That's the news, and I am outta here!".
År 1990 släpptes en CD med ståuppkomik, The Off-White Album, som hämtade inspiration från den observations- och metafordrivna humor han var känd för i Saturday Night Live och visade prov på den politiskt baserade humor som skulle influera honom senare.

## The Dennis Miller Show
År 1992 ledde han talkshowen The Dennis Miller Show, till skillnad från Jay Leno och David Letterman fokuserade Miller här mera på politiska och sociala frågor och gav utlopp för sina egna åsikter. Målet med programmet var att få folk att tänka till och inte att bara underhållas. Programmet fick aldrig någon stor publik. Miller var också värd för MTV Movie Awards 1992.

## Dennis Miller Live
År 1994 började en annan talkshow och komediserie med Miller som värd att sändas, Dennis Miller Live som sändes på HBO och varade i en halvtimme. Programmet skilde sig mycket från andra pratshower, man hade till exempel inget husband och knappt någon belysning heller. Programmet gick ut på att Miller stod på en mörk scen och talade till en studiopublik. Det kom en gäst per program, antingen live i studion eller via satellit, som han frågade ut om dagens ämne. Det fanns även ett inslag där folk kunde ringa in till programmet. Dennis Miller Live lades ner år 2002.

## Monday Night Football
År 2000 blev Miller kommentator på Monday Night Football men efter två säsonger ersattes han och den före detta San Diego Chargers-spelaren Dan Fouts av Oakland Raiders-tränaren och erfarne football-kommentatorn John Madden.

## CNBC-programmet
År 2003 tillhandahöll Miller kortlivade kommentarer åt programmet Hannity & Colmes på FOX News innan han gick vidare till ett politiskt program på CNBC i början av 2004 som kort och gott hette Dennis Miller. Programmet varade i en timme och innehöll daglig nyhets-del kallad The Daily Rorschach som påminde om Weekend Update i Saturday Night Live.
Programmet hade också en paneldiskussion som hette The Varsity som erbjöd många olika politiska åsikter i en rad ämnen. Flitigt återkommande gäster i panelen var bland andra Gloria Allred, Willie Brown, David Horowitz och Harry Shearer. Programmet lades ner 2005 på grund av låga tittarsiffror.

## Gästframträdanden och reklaminslag
Miller har dykt upp som gäst eller gäststjärna i olika TV-program, bland andra i dramaserien Boston Public, The Daily Show, The Norm Show och Real Time with Bill Maher. Han har också gästat David Letterman och är en återkommande gäst hos Jay Leno i The Tonight Show.
Han var med på Family guy en gång då han pratade väldigt långvarigt med svåra ord vilket han brukar göra.
Han var värd för MTV Video Music Awards 1995 och 1996 och var även värd för HBO:s serie specialprogram om valet 1996, som hette Not Necessarily the Election.
Miller har även medverkat i reklamfilmer, bland annat för M&M:s godis.